# لئون دوپونت
لئون دوپونت (انگلیسی: Léon Dupont; ۱۸ مهٔ ۱۸۸۱ – ۶ اکتبر ۱۹۵۶) ورزشکار دو و میدانی اهل بلژیک بود.